# Turquestão (região do Cazaquistão)

Localização da região de Cazaquistão do Sul

A Região do Turquestão, antigamente chamada Cazaquistão Meridional (em cazaque: Оңтүстік Қазақстан; romaniz.: Ongtüstik Qazaqstan; em russo: Южно-Казахстанская) é uma região (oblys) do Cazaquistão com capital na cidade de Turquestão. Tem 117 249 km² em 2013 tinha 2 685 009 habitantes (densidade: 22,9 hab./km²). Tem origem no antigo oblast soviético do mesmo nome, criado em 10 de março de 1932.